# Liste des rois d'Italie
Pour les articles homonymes, voir Royaume d'Italie.
Cet article présente la liste des rois d'Italie de 787 à 1946 et les actuels prétendants.

## Historique
Le concept de royaume d'Italie renvoie à des réalités historiques différentes.

### Le royaume lombard d'Italie (ou Lombardie)
À la suite de la désintégration de l'Empire romain d'Occident, trois peuples barbares, les Hérules, les Ostrogoths, puis, de façon plus durable, les Lombards, établissent des royaumes en Italie. Leurs rois, bien que régnant sur la majeure partie du territoire de l'Italie, ne portent pas le nom de rois d'Italie.

### La Francie médiane et le royaume franc d'Italie
Charlemagne, roi des Francs, s'étant emparé du royaume des Lombards, qu'il absorba dans le royaume des Francs, ses successeurs carolingiens prirent parfois le titre de roi de Francie médiane, royaume franc couvrant le nord de la péninsule italienne et la Gaule cisalpine. 
Cependant, des membres d'autres lignées de la noblesse franque, comme les Anscarides et les Unrochides, s'emparèrent de ce trône, en usant quant à eux du titre de roi d'Italie ; ce royaume, à l'instar de celui de Francie médiane, ne recouvrait pas la totalité de la péninsule, certains territoires relevant de l'Empire byzantin ou des États pontificaux.

### Le royaume germanique d'Italie
Après que le roi de Germanie Otton Ier eut renversé en 951 le dernier roi d'Italie, Bérenger II de la maison d'Ivrée, ses successeurs empereurs romains germaniques reprirent traditionnellement ce titre.
Il faut noter cependant qu'il y eut plusieurs tentatives de la part de la noblesse de l'Italie pour échapper à la tutelle des rois de Germanie, dues à la conscience d'appartenir à une communauté, en face de souverains étrangers:
- à la mort de l'empereur Otton III en 1002, le marquis Arduin d'Ivrée se fit couronner roi d'Italie, le 15 février de cette année, en l'église Saint-Michel de Pavie. L'empereur Henri II prit la route de l'Italie en mars 1004 et se fit couronner roi d'Italie. Vaincu une nouvelle fois, après une nouvelle tentative de prise de pouvoir à l'été 1014, Arduin déposa sa couronne royale sur l'autel du monastère de Fruttuaria qu'il avait comblé de ses bienfaits avant d'y devenir moine et d'y mourir le 14 décembre 1015[2].
- à la mort de l'empereur Henri II en 1024, la noblesse lombarde, dirigée par le marquis de Turin, Manfred II, fit appel au roi des Francs Robert II, lui offrant la couronne à lui ou à son fils, Hugues. Ayant essuyé une fin de non-recevoir, leurs envoyés se rendirent à la cour du duc d'Aquitaine Guillaume V, qui marié à une petite-fille du roi Adalbert, accepta la couronne pour son fils homonyme Guillaume[3]. Cependant, le projet échoua à cause des demandes excessives de la noblesse lombarde.
- en 1037, l'empereur Conrad II, dut rétablir son autorité en Italie, l'archevêque Aribert de Milan ayant offert la couronne d'Italie au comte Eudes II de Blois. La mort de ce dernier le 15 novembre 1037 à Commercy, marqua la fin des tentatives pour donner à l'Italie un roi distinct du roi de Germanie et empereur des Romains[4].

Les souverains du Saint-Empire, rois d'Italie, recevaient d'ailleurs la couronne de fer de Lombardie qui marquait leur souveraineté sur l'Italie lors de leur sacre par le pape. Mais cette souveraineté se bornait au nord de la péninsule. Le sud et les îles étaient occupés par des États vassaux de Byzance puis du Califat avant de devenir souverains et donc dégagés de la suzeraineté impériale. On trouva ainsi des rois de Sicile, de Naples ou de Sardaigne. Un royaume d'Adria faillit également se constituer au Nord. En outre, la réalité institutionnelle du royaume d'Italie se désagrégea rapidement et sur le plan politique la souveraineté des empereurs fut théorique, d'autant que le royaume se divisa en de multiples entités politiques indépendantes de fait.

### Le royaume napoléonien d'Italie
Napoléon Ier recréa à son profit un royaume d'Italie. Ce royaume avait ses propres institutions et désignait une entité politique réelle. Par ailleurs, il donna le titre, sans rôle effectif, de roi de Rome à son fils, l'Aiglon, réminiscence celui de roi des Romains, porté par l'empereur élu du Saint-Empire avant son couronnement.

### Le royaume d'Italie issu du Risorgimento
Finalement, un véritable royaume d'Italie ne réapparut qu'avec le Risorgimento et l'unification de la péninsule avec Victor-Emmanuel II, Cavour et Garibaldi, royaume dont la vocation était de constituer un État-nation indépendant.

## Rois francs d'Italie
| Portrait                           | Nom                                                                                              | Règne                                   | Titres                                                                               | Dynastie     | Notes |
| ---------------------------------- | ------------------------------------------------------------------------------------------------ | --------------------------------------- | ------------------------------------------------------------------------------------ | ------------ | --- |
|                                    | Pépin (777, ? – 8 juillet 810, Milan) mort à 33 ans                                              | 781 – 810                               | Roi d'Italie                                                                         | Carolingiens | En 781, Charlemagne, roi des Lombards depuis 774, décide de faire de Carloman un « roi d'Italie » et de Louis, né en 778, un « roi d'Aquitaine ». Tous deux sont couronnés par le pape à Rome le 15 avril 787. À cette occasion, Charlemagne décide de donner à Carloman le nom de Pépin.                                             |
| Vacance de la fonction (810 – 813) |                                                                                                  |                                         |                                                                                      |              | |
| Bernard d'Italie                   | Bernard (vers 797, ? – 17 avril 818, Aix-la-Chapelle) mort à 21 ans environ                      | 813 – 817                               | Roi d'Italie                                                                         | Carolingiens | Dès la mort de Charlemagne, il prête hommage au nouvel empereur, son oncle Louis le Pieux. En juillet 817, ce dernier, sous l'influence de l'entourage de l'impératrice Ermengarde, lui retire le gouvernement de l'Italie ainsi que le titre royal dans le but d'y asseoir l'un de ses fils.                                         |
| Lothaire Ier                       | Lothaire Ier (795, ? – 29 septembre 855, Prüm) mort à 60 ans                                     | 817 – 855 840 - 855 843 - 855           | Roi d'Italie Empereur d'Occident Roi de Francie Médiane                              | Carolingiens | En 814, son père lui confie d'abord le gouvernement de la Bavière, puis en juillet 817, promulgue l’Ordinatio Imperii qui l'associe à l’Empire, et le déclare seul héritier. Il assigne cependant à ses fils puînés, Pépin et Louis, une part du territoire avec un rôle subordonné.                                                  |
| Louis II                           | Louis II le Jeune (825, ? – 12 août 875, ?) mort à 50 ans                                        | 844 – 875 850 - 875                     | Roi d'Italie Empereur d'Occident                                                     | Carolingiens | Conjointement avec son père, il est roi d'Italie en 844, puis empereur d'Occident en 850. Après la mort de son frère Charles (845 – 863), il récupère une partie de son domaine, et devient aussi roi de Provence et de Bourgogne. |
| Charles II                         | Charles le Chauve (13 juillet 823, Francfort-sur-le-Main – 6 octobre 877, Avrieux) mort à 54 ans | 843 - 877 875 – 877 875 - 877           | Roi de Francie Occidentale Roi d'Italie Empereur d'Occident                          | Carolingiens | Devient roi de Francie occidentale après le traité de Verdun (843). Est sacré empereur d'Occident à Rome le 25 décembre 875, après la mort de son neveu Louis II le Jeune. Meurt le 6 octobre 877. |
|                                    | Carloman (830, ? – 29 septembre 880, Altötting) mort à 50 ans                                    | 876 - 880 877 - 879                     | Roi de Bavière Roi d'Italie                                                          | Carolingiens | Il se révolte contre son père en 861, puis devient roi de Bavière au partage de Francfort de 865. |
| Charles III le Gros                | Charles le Gros (839, ? – 13 janvier 888, Neudingen) mort à 49 ans                               | 876 – 887 879 – 887 881 - 887 885 - 887 | Roi de Francie Orientale Roi d'Italie Empereur d'Occident Roi de Francie Occidentale | Carolingiens | Fils de Louis le Germanique, est appelé pour assurer la régence, les nobles refusant de reconnaître le jeune Charles le Simple, dernier fils de Louis II roi des Francs. Est déchu à Mayence de ses titres en novembre 887. Meurt le 13 janvier 888.                                                                                  |
| Bérenger Ier                       | Bérenger Ier (vers 870, ? – 7 avril 924, Vérone) mort à 54 ans environ                           | 888 – 889 898 - 900 902 - 922 915 - 924 | Roi d'Italie Empereur d'Occident                                                     | Unrochides   | Bérenger Ier de Frioul (Berengar), était l'un des onze enfants d'Évrard (Eberhard) († 866), marquis de Frioul (lui-même fils d'Unroch, comte du Ternois) et de son épouse Gisela (Gisèle) († 874), fille de l'empereur Louis le Pieux.                                                                                                |
|                                    | Guy (vers 855 – 12 décembre 894, Taro) mort à 39 ans environ                                     | 883 – 894 889 - 894 891 - 894           | Duc de Spolète Roi d'Italie Empereur d'Occident                                      | Widonides    | Après la mort de l'empereur en 888 et une tentative sans succès de se faire élire roi de France (face à Eudes de Paris), il entre en lice avec Bérenger de Frioul pour le titre de roi d'Italie ; il l'emporte au cours d'une bataille auprès du Trebbia, un affluent du Pô.                                                          |
|                                    | Lambert (vers 880, ? – 15 octobre 898, ?) mort à 18 ans environ                                  | 892 – 898 894 - 898                     | Roi d'Italie Empereur d'Occident                                                     | Widonides    | À la mort de son père en 894, Lambert se rendit à Rome pour se faire reconnaître comme empereur par Formose qui s'y opposa, puisqu'il attendait Arnulf et fut emprisonné au Château Saint-Ange. Libéré en 896 par Arnulf, il se hâta de sacrer empereur ce dernier.                                                                   |
| Arnulf                             | Arnulf I (vers 850, ? – 8 décembre 899, Ratisbonne) mort à 49 ans environ                        | 894 – 899 896 - 899                     | Roi d'Italie Empereur d'Occident                                                     | Carolingiens | Descendant de Charlemagne, il est fils naturel de Carloman, roi de Bavière, et petit-fils de Louis le Germanique. |
|                                    | Louis III l'Aveugle (vers 882, ? – 5 juin 928, Arles) mort à 46 ans environ                      | 890 – 928 900 - 902 901 - 905           | Roi de Basse-Bourgogne Roi d'Italie Empereur d'Occident                              | Bosonides    | Il est le fils de Boson de Provence (mort en 887), roi de Provence, et d'Ermengarde, fille de l'empereur d'Occident, Louis II le Jeune ; par sa mère il est un des Carolingiens, lesquels se fondent dans les Bosonides. |
|                                    | Rodolphe (880, ? – 937, ?) mort à 57 ans                                                         | 912 – 937 928 - 937 922 - 925           | Roi de Haute-Bourgogne Roi de Basse-Bourgogne Roi d'Italie                           | Welfs        | En 923, il vainc Bérenger à Piacenza. Bérenger est assassiné l'année suivante, meurtre peut-être commandité par Rodolphe. Rodolphe II dirige alors la Haute-Bourgogne et l'Italie, résidant alternativement dans chaque royaume. Cependant, en 925, la noblesse italienne se retourne contre lui, et appelle Hugues d'Arles au trône. |
|                                    | Hugues (vers 880, ? – 10 avril 947, Arles) mort à 67 ans environ                                 | 925 – 947                               | Roi d'Italie                                                                         | Bosonides    | Il est le fils de Théobald d'Arles et de Berthe, fille illégitime de Lothaire II de Lotharingie. Élevé à la dignité de comte d'Arles et comte de Vienne puis marquis de Provence en 905 par son parent, l'empereur Louis III l'Aveugle, Hugues devient roi d'Italie (925-947).                                                        |
|                                    | Lothaire II (vers 910, ? – 950) mort à 40 ans environ                                            | 947 – 950                               | Roi d'Italie                                                                         | Bosonides    | En 947, il succède à son père en Italie, mais ne régna jamais dans les faits. Il épouse Adélaïde de Bourgogne. |
|                                    | Bérenger II (vers 900, ? – 6 juillet 966, Bamberg) mort à 66 ans environ                         | 950 – 951                               | Roi d'Italie                                                                         | Ivrée        | Proclamé roi d'Italie en 950, il est destitué l'année suivante par le roi de Germanie Otton Ier. Essayant en vain de reprendre le pouvoir, Otton le fait enfermer à Bamberg où il meurt en 966. Il est l'ancêtre des comtes palatins de Bourgogne.                                                                                    |

## Rois d'Italie souverains duSaint-Empire
| Portrait  | Nom                                                                                  | Règne     | Dynastie  | Notes | Armoiries |
| --------- | ------------------------------------------------------------------------------------ | --------- | --------- | --- | --------- |
| Otton Ier | Otton Ier le Grand (23 novembre 912, Wallhausen – 7 mai 973, Memleben) mort à 60 ans | 951 – 973 | Ottoniens | Il se proclame roi d'Italie après avoir épousé en 951 la reine Adelaïde, veuve du roi Lothaire. Il parvient à s'impliquer dans la délicate politique italienne et à restaurer la dignité impériale à son profit. |           |

De 962 jusqu'à 1648, le royaume d'Italie est inclus dans le Saint-Empire romain germanique et les empereurs sont aussi rois d'Italie. L'unique roi indépendant d'Italie durant cette période fut Arduin d'Ivrée entre 1002 et 1004. Après le règne de Frédéric Ier, l'autorité impériale en Italie est fortement diminuée au profit des États et villes italiennes, et le pouvoir des empereurs réside en la coopération avec les États italiens. Désormais, le titre de roi d'Italie se confond avec celui de roi des Romains que prend le roi de Germanie avant son couronnement comme empereur, jusqu'au Traité de Westphalie (1648) où le titre de roi d'Italie est définitivement détaché du titre d'Empereur germanique. Ainsi, de 962 jusqu'à 1648, vingt-sept rois d'Italie se sont succédé sur le trône du Saint-Empire.

## Royaume d'Italie (1805-1814)
Le Royaume d'Italie (1805-1814), connu aussi en Italie comme Regno Italico, est un État pré-unitaire italien créé par Napoléon Ier qui comprend l'Italie centre orientale et une bonne partie du nord avec pour capitale Milan.
| Portrait              | Nom                                                                                         | Règne       | Dynastie    | Notes | Armoiries |
| --------------------- | ------------------------------------------------------------------------------------------- | ----------- | ----------- | --- | --------- |
| Napoléon Bonaparte    | Napoléon Ier (15 août 1769, Ajaccio – 5 mai 1821, Longwood)                                 | 1805 – 1814 | Bonaparte   | Napoléon Bonaparte, qui s'est fait proclamer empereur des Français par le sénat et couronner par Pie VII avec la Couronne de Fer, transforme la République italienne en royaume d'Italie, se nommant roi d'Italie le 17 mars 1805. |           |
| Eugène de Beauharnais | Eugène de Beauharnais Vice-roi d'Italie (3 septembre 1781, Paris – 21 février 1824, Munich) | 1805 – 1814 | Beauharnais | Le 7 juin 1805, l'empereur Napoléon Ier le nomme vice-roi d'Italie, où il passerait la majorité de son temps. |           |

## Royaume d'Italie (1861-1946)

### Maison de Savoie
| Portrait            | Nom                                                                           | Règne       | Dynastie | Notes | Armoiries |
| ------------------- | ----------------------------------------------------------------------------- | ----------- | -------- | --- | --------- |
| Victor-Emmanuel II  | Victor-Emmanuel II (14 mars 1820, Turin – 9 janvier 1878, Rome)               | 1861 – 1878 | Savoie   | Fils de Charles-Albert de Sardaigne et de Marie-Thérèse de Habsbourg-Toscane. Roi de Sardaigne depuis 1849, il devient à la suite du Risorgimento et de l'unification de la péninsule le premier roi d'Italie en 1861.                                                           |           |
| Humbert Ier         | Humbert Ier (14 mars 1844, Turin – 29 juillet 1900, Monza)                    | 1878 – 1900 | Savoie   | Fils de Victor-Emmanuel II d'Italie et de Adélaïde de Habsbourg-Lorraine. Il meurt assassiné en 1900 sous les balles de l'anarchiste Gaetano Bresci. |           |
| Victor-Emmanuel III | Victor-Emmanuel III (11 novembre 1869, Naples – 28 décembre 1947, Alexandrie) | 1900 – 1946 | Savoie   | Fils de Humbert Ier d'Italie et de Marguerite de Savoie. Son règne est marqué par la dictature fasciste de Mussolini puis par la Seconde Guerre mondiale pendant laquelle il devient roi d'Albanie et empereur d'Éthiopie. Il abdique en mai 1946 en faveur de son fils Humbert. |           |
| Humbert II          | Humbert II (15 septembre 1904, Racconigi – 18 mars 1983, Genève)              | 1946        | Savoie   | Fils de Victor-Emmanuel III d'Italie et d'Hélène de Monténégro. À la suite de l'abolition par référendum de la monarchie et de la proclamation de la république, il abdique à son tour après un mois de règne en mai 1946.                                                       |           |

## Prétendants au trône d’Italie

### Branche aînée descendante d'HumbertIeretVictor-Emmanuel III
| Portrait   | Nom                                                                       | Prétentions | Dynastie | Notes | Armoiries |
| ---------- | ------------------------------------------------------------------------- | ----------- | -------- | --- | --------- |
| Humbert II | Humbert II (15 septembre 1904, Racconigi – 18 mars 1983, Genève)          | 1946 – 1983 | Savoie   | Il devient l'héritier légitime pour tous les royalistes du trône italien, de sa déposition à sa mort. |           |
|            | « Victor-Emmanuel IV » (12 février 1937, Naples – 3 février 2024, Genève) | 1983 – 2024 | Savoie   | Fils d'Humbert II et de Marie-José de Belgique, il devient l'héritier du trône italien à la mort de son père, selon les Lois de successions au trône d'Italie, mais ses droits sont contestés à partir de 1971 par une partie des royalistes à cause de son mariage avec Marina Ricolfi Doria qui n'a pas été consenti par son père. |           |
|            | « Emmanuel-Philibert Ier » (22 juin 1972, Genève –)                       | Depuis 2024 | Savoie   | Fils de Victor-Emmanuel de Savoie et de Marina Ricolfi Doria, il devient l'héritier du trône italien à la mort de son père, le 3 février 2024. |           |

### Branche cadette deSavoie-Aostedescendante d'Amédée de Savoie-Aoste
| Portrait | Nom                                                                  | Prétentions | Dynastie     | Notes | Armoiries |
| -------- | -------------------------------------------------------------------- | ----------- | ------------ | --- | --------- |
|          | « Amédée III » (27 septembre 1943, Florence – 1er juin 2021, Arezzo) | 2006 - 2021 | Savoie-Aoste | Descendant d'Amédée Ier d'Espagne, il prétend officiellement au trône depuis 2006 car le mariage de Victor-Emmanuel à Marina Ricolfi Doria ne fut pas approuvé par Humbert II. Il en a cependant été condamné par la justice italienne. |           |
|          | « Aymon II » (13 octobre 1967, Florence –)                           | Depuis 2021 | Savoie-Aoste | Fils d'« Amédée III » et de Claude d'Orléans, il succède à son père dans ses prétentions. |           |

## Généalogies

### Rois francs d'Italie
- Charlemagne
  -  Pépin d'Italie
    -  Bernard d'Italie

  - Louis le Pieux
    - Louis II de Germanie
      -  Charles III le Gros
      -  Carloman de Bavière
        -  Arnulf de Carinthie

    -  Lothaire Ier
      - Rotrude
        - Guy Ier de Spolète
          -  Guy III de Spolète
            -  Lambert de Spolète

      -  Louis II d'Italie
        -  Ermengarde d'Italie
          -  Louis III de Provence
          - Willa de Provence
            -  Rodolphe II de Bourgogne

      - Lothaire II de Lotharingie
        - Berthe de Lotharingie
          -  Hugues d'Arles
            -  Lothaire d'Arles

    - Gisèle de France
      -  Bérenger Ier d'Italie
        - Gisèle de Frioul
          -  Bérenger II d'Italie
          - Amédée Ier d'Ivrée
            -  Dadon de Pombia
              -  Arduin d'Ivrée

### Rois d'Italie souverains du Saint-Empire
- Otton Ier
  -  Otton II
    -  Otton III
      -  Henri Ier

    - Mathilde
      - Otton II de Souabe
        - Richenza
          - Henri de Nordheim
            - Richenza de Nordheim ⚭  Lothaire II
              - Gertrude de Saxe
                - Henri XII de Bavière
                  -  Otton IV
                  - Henri IV du Palatinat
                    - Agnès du Palatinat
                      - Louis II de Bavière
                        -  Louis IV
                          - Albert Ier de Hainaut
                            - Jeanne-Sophie de Bavière
                              -  Albert II

  - Liutgarde
    - Othon de Carinthie
      - Henri de Franconie
        -  Conrad Ier
          -  Henri II
            -  Henri III
              -  Henri IV

            - Agnès de Franconie
              -  Conrad II
              - Frédéric II de Souabe
                -  Frédéric Ier
                  -  Henri V
                    -  Frédéric II
- Rodolphe Ier
  -  Albert Ier
    - Albert II d'Autriche
      - Albert III d'Autriche
        - Albert IV d'Autriche
          -  Albert II

      - Léopold III de Habsbourg
        - Ernest Ier d'Autriche
          -  Frédéric III
            -  Maximilien Ier
              - Philippe Ier de Castille
                -  Charles V
                -  Ferdinand Ier
                  -  Maximilien II
                    -  Rodolphe II
                    -  Matthias Ier

                  - Charles II d'Autriche-Styrie
                    -  Ferdinand II
                      -  Ferdinand III

  - Mathilde de Habsbourg
    -  Louis IV
- Henri VI
  - Jean Ier de Bohême
    -  Charles IV
      -  Sigismond Ier
        - Élisabeth de Luxembourg ⚭  Albert II

### Rois de la dynastie de Savoie
- Victor-Emmanuel II
  -  Humbert Ier
    -  Victor-Emmanuel III
      -  Humbert II
        -  Victor-Emmanuel IV
          -  Emmanuel-Philibert Ier
            - Vittoria de Savoie
            - Luisa de Savoie

  - Amédée Ier d'Espagne
    - Emmanuel-Philibert de Savoie-Aoste
      - Aymon de Savoie-Aoste
        -  Amédée III
          -  Aymon II
            - Humbert de Savoie-Aoste
            - Amédée de Savoie-Aoste